# Marten Bushoff
Marten Bushoff (Zwolle, 9 oktober 1924 – 11 november 1979) was een Nederlands politicus van de PvdA.
Hij werd geboren als zoon van Johannes Bernardus Bushoff (1894-1972; bankwerker) en Hendrika Holtslag (*1892). Toen hij twaalf was verhuisde het gezin van Zwolle naar Tilburg waar hij naar de hogere handelsschool ging. Daarna deed hij in Den Bosch de hts. Gedurende tien jaar had hij in Tilburg een staffunctie bij de Provinciale Noord-Brabantse Electriciteits Maatschappij (PNEM). Daarnaast was hij vanaf 1953 vijf jaar lid van de Tilburgse gemeenteraad. In februari 1958 werd de toen 33-jarige Bushoff benoemd tot burgemeester van Roden. In april 1970 volgde zijn benoeming tot burgemeester van Winterswijk wat hij tot juli 1974 zou blijven. Eind 1979 overleed Bushoff op 55-jarige leeftijd.
Politicus Julian Bushoff is een kleinzoon van Bushoff.